# Yvette Centeno
Yvette Kace Centeno (* 7. Februar 1940 in Lissabon) ist eine portugiesische Schriftstellerin und Germanistin. Sie gehört zu den bedeutendsten lebenden Schriftstellerinnen ihres Landes neben Lídia Jorge und Agustina Bessa-Luís und gilt als führende Intellektuelle Portugals. Ebenfalls ist sie eine Forscherin von Leben und Werk Fernando Pessoas. Auch ist sie eine der bedeutendsten zeitgenössischen Dramatikerinnen ihres Landes und ist als Lyrikerin, Essayistin, Roman-Autorin und Übersetzerin tätig.

## Leben
Yvette Centeno wurde 1940 in Lissabon als Tochter eines Portugiesen und einer Polin geboren. Sie begann 1963 ein Studium der Germanistik an der Literarischen Fakultät der Universität Lissabon und schrieb 1961 ihr erstes Buch, den Lyrikband Opus I.
Schon seit ihrer Jugend war sie eine leidenschaftliche Theaterliebhaberin, was ihr reichhaltiges dramatisches Werk zeigt und sie zu einer der führenden zeitgenössischen Dramatikerinnen ihres Landes macht.
Als Übersetzerin hat sie die Werke von Stendhal, Goethe, Shakespeare, Bertolt Brecht und Paul Celan in Portugal weiter oder neu bekannt gemacht.
Seit 1983 war sie Professorin für Germanistik und Vergleichende Literaturwissenschaft an der Neuen Universität Lissabon.
Besonders verdient machte sie sich bei der Erforschung des Werkes von Fernando Pessoa. Sie schrieb einige Essays über dieses Thema und machte die im Nachlass gefundenen Schriften über Judentum und Freimaurerei als Herausgeberin in Portugal und auch Deutschland einem breiten Publikum bekannt. In der deutschen Dokumentation Fernando Pessoa und Portugal. Im Labyrinth des Ich spricht sie neben Alberto Pimenta und João Gaspar Simões über das Leben und Werk des Autors.
Sie lebt in Lissabon, ist verheiratet und Mutter von vier Söhnen. Sie schreibt in mehreren portugiesischsprachigen Blogs über Literatur und Kunst.

## Werke

### Lyrik
- Opus I, Lyrik, 1961.
- O barco na cidade, Lyrik, 1965.
- Sinais, Lyrik, 1977.

### Dramen (Theaterstücke)
- Teatro Aberto, Drama, 1974.
- Saudades do Paraiso, Drama, 1980.
- Sera Deus o Dr. Freud?, Drama, 1995.

### Essayistik
- Fernando Pessoa: Tempo, Solidao, Hermetismo, 1978.
- A viagem de „Os Lusiades“ – simbolo e mito, 1981.
- Fernando Pessoa: O Amor, a morte, a iniciacao, 1984.

### Übersetzungen ins Deutsche
- Im Garten der Nussbäume, Roman, 2004, Erata-Verlag.
- Anfang, Roman, 2006, Erata-Verlag.
- Erdnah, Gedichte, 2006, Erata-Verlag.
- Fernando Pessoa: Juden und Freimaurerei (Herausgeberin), 2006, Erata-Verlag.
- Nigredo, in: Nunes, Ângela Maria Pereira et al. Von Weiss bis Schwarz, Leipziger Literaturverlag, 2017

## Auszeichnungen
- Bundesverdienstkreuz 1. Klasse der Bundesrepublik Deutschland, 1994.
- Prémio Jacinto do Prado Coelho, 1984.